# カンタビア (小惑星)
カンタビア (740 Cantabia) は小惑星帯に位置する小惑星である。アメリカのマサチューセッツ州ウィンチェスターでジョエル・ヘイスティングス・メトカーフによって発見された。
小惑星名はイギリス南東部にあるケンブリッジのラテン語名 Cantabrigia が元になっており、ハーバード大学があるアメリカのマサチューセッツ州ケンブリッジに因んで命名された。